# On the Twelfth Day
On the Twelfth Day ist eine britische Kurzfilmkomödie von Wendy Toye aus dem Jahr 1955.

## Handlung
Truelove beschenkt seine Liebste Miss Tilly analog zum Lied The Twelve Days of Christmas. Am ersten Tag erhält sie ein Rebhuhn in einem kleinen Birnbaum und stellt das Geschenk auf ihren Wohnzimmertisch. Liebevoll betrachtet sie das Bild ihres Geliebten und stickt an einem Bild weiter, das Truelove zeigt. Am zweiten Tag erhält sie zwei Turteltauben und erneut ein Rebhuhn in einem Birnbaum und ist zunächst irritiert, doch überwiegt die Freude. Ihr Butler macht es ihr nach. Am dritten Tag gesellen sich zu den bereits vorhandenen Tieren, die im Zimmer herumfliegen, drei französische Hühner sowie erneut zwei Tauben und ein Rebhuhn im Birnbaum. Der Butler sieht es positiv und beginnt, die Eier der Hühner einzusammeln, auch wenn eines auf seinem Kopf zerplatzt. Am vierten Tagen bringt Truelove bereits vier Käfige, davon einen mit vier Kanarienvögeln. Miss Tilly wird immer nervöser, zumal der Platz im Haus immer beengter wird. Am fünften Tag überreicht ihr Truelove fünf Ringe, die zu einer Kette verwoben sind. Miss Tilly ist hocherfreut, doch wird die Begeisterung durch die vier dazugekommenen Käfige mit Vögeln getrübt. Sie wirft empört die Tür zu.
Am sechsten Tag folgen zu den vier Tierkäfigen ein weiterer mit sechs Gänsen sowie die Schatulle mit den fünf Ringen, die Miss Tilly immer noch Freude bereitet. Am siebenten Tag erhält sie erneut die Ringe sowie die bereits bekannten Tiere. Zudem ziehen sieben Chorknaben bei ihr ein, die singen. Am achten Tag werden die bereits bekannten Geschenke angeliefert, wobei sich die erste Knabengruppe mit der zweiten zu streiten beginnt. Neu hinzu kommen acht Mägde, die acht Kühe melken. Erneut heben die fünf Ringe die Stimmung. Am neunten Tag wird der Butler des Eierüberschusses nicht mehr Herr. Zu den sowieso vorhandenen Hühnern kommen zahlreiche geschlüpfte Küken. Truelove liefert die bekannten Geschenke, weitere Kinder- und Magdgruppen sowie neun Tänzerinnen. Miss Tilly ist verzweifelt. Es folgen zehn Moriskentänzer, elf Pfeifenspieler und schließlich, zu Miss Tillys großem Entsetzen, zwölf Trommler, die mit ihren großen Trommeln kaum ins Haus kommen. Miss Tilly flüchtet sich auf das Hausdach. Truelove erscheint in einem Heißluftballon und gibt ihr die letzten ausstehenden fünf Ringe. Miss Tilly lehnt sie zunächst ab, lässt sie sich dann jedoch an den Finger stecken. Während im Haus Chaos herrscht, packt der Butler seine Sachen und flieht. Er wird vom Sandsack getroffen, den Truelove und Miss Tilly aus dem Ballon werfen, damit sie gen Himmel entschweben können.

## Produktion
On the Twelfth Day ist eine humorvolle Verarbeitung des Weihnachtsliedes The Twelve Days of Christmas, wobei die singenden Schwäne des Originals hier in Chorknaben umgewandelt werden. Die Strophen werden dabei im Film gesungen, wobei die Aufzählung der Geschenke stets bei der Übergabe durch Truelove erfolgt. Der Film enthält keine Dialoge. Die Kostüme schuf Alix Stone, die Filmbauten stammen von Ronald Searle.

## Auszeichnungen
On the Twelfth Day wurde 1956 für einen Oscar in der Kategorie Bester Kurzfilm (Two-Reel) nominiert. Zudem erhielt er 1957 eine BAFTA-Nominierung (Special Award).